# Фолксваген Мултиван
„Фолксваген Мултиван“ (Volkswagen Multivan) е модел микробуси на германското предприятие „Фолксваген Лекотоварни автомобили“, произвеждан от 2021 година.
Той заменя пътническия вариант на „Фолксваген Транспортер“, докато товарният му вариант е заменен с вариант на модела „Форд Транзит Къстъм“. Базиран е на платформата MQB Evo, използвана и от много модели леки автомобили на „Фолксваген“.